# Saint-Pierre-la-Garenne
Saint-Pierre-la-Garenne – miejscowość i gmina we Francji, w regionie Normandia, w departamencie Eure. Przez miejscowość przepływa Sekwana. 
Według danych na rok 1990 gminę zamieszkiwało 948 osób, a gęstość zaludnienia wynosiła 124 osoby/km² (wśród 1421 gmin Górnej Normandii Saint-Pierre-la-Garenne plasuje się na 257. miejscu pod względem liczby ludności, natomiast pod względem powierzchni na miejscu 490.).